# Rigo-rago

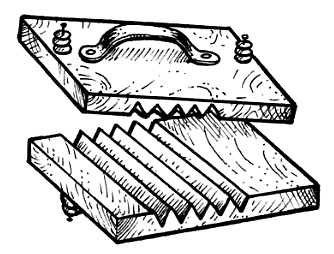
Rigo-rago

El rigo-rago es un instrumento catalogado como de percusión, pero que es de frotación, y de nombre onomatopéyico, hecho con dos maderas gruesas rectangulares, que tienen un buen número de surcos en una cara de cada madera, surcos que se rozan los unos con los otros para producir un sonido insistente e indefinido. Cada madera tiene un asa de piel o de ropa para poderlo sostener con las manos. Hay que llevan clavadas fuera de los agarraderos unas piezas circulares metálicas, parecidas a los sonajeros de la pandereta o del caicai. Este instrumento formaba parte del acompañamiento de las pandillas de caramelles. Era tocado más por sentimiento que por conocimiento, lo cual daba como resultado unos conjuntos orquestales un poco discordantes para oídos refinados.